# گرگوریو پالترینیری
گرِگوریو پالترینیِری (به ایتالیایی: Gregorio Paltrinieri) (زادهٔ ۵ سپتامبر ۱۹۹۴) شناگر اهل ایتالیا است. او دارنده مدال طلای بازی‌های المپیک تابستانی ۲۰۱۶ ۱۵۰۰ متر آزاد و مدال نقره بازی‌های المپیک تابستانی ۲۰۲۰ در ماده ۸۰۰ متر آزاد است. او همچنین در حال حاضر رکورددار شنای ۱۵۰۰ متر آزاد short course می‌باشد.
از دیگر افتخارات وی می‌توان به کسب مدال طلای ۱۵۰۰ متر آزاد در ۲۰۱۵ قازان اشاره کرد.